# Quetzalia ilicina
Quetzalia ilicina är en benvedsväxtart som först beskrevs av Standley och Steyerm., och fick sitt nu gällande namn av Lundell. Quetzalia ilicina ingår i släktet Quetzalia och familjen Celastraceae. Inga underarter finns listade.